# Podslurping
Pod slurping è l'atto di usare un dispositivo di immagazzinamento dati portatile come un iPod o un riproduttore audio digitale per effettuare il download illecito di grandi quantità di dati confidenziali, tramite la sua semplice e diretta connessione al computer dove questi sono contenuti, il quale per giunta può essere situato internamente ad una zona protetta da un firewall. Poiché questi dispositivi di immagazzinamento stanno divenendo sempre più piccoli, quanto più grande diviene la loro capacità di immagazzinamento, rappresentano per la sicurezza di aziende ed agenzie del governo un rischio in fase di crescita. L'accesso è ottenuto non appena il computer viene lasciato incustodito.
Per risolvere il problema sono stati sviluppati alcuni prodotti di sicurezza, includenti anche alcune componenti software di terze parti che permettono alle aziende di impostare politiche di sicurezza relative all'uso dei dispositivi USB, e caratteristiche all'interno dei sistemi operativi, che permettono agli IT amministratori e/o utenti di disabilitare completamente la porta USB.
Sistemi basati su Unix o Unix-like possono facilmente prevenire utenti dal montare dispositivi di immagazzinamento, e Microsoft ha pubblicato istruzioni per prevenire gli utenti dall'installare dispositivi di immagazzinamento dati USB sui suoi sistemi operativi.
Misure addizionali includono l'ostruzione fisica della porta USB, con misure che vanno dal semplice riempimento delle porte con resina epossidica a soluzioni commerciali che consistono nell'inserire una falsa chiavetta con lucchetto nella porta.